# Will Johnson (giocatore di football americano)
William Johnson (Detroit, 29 marzo 2003) è un giocatore di football americano statunitense che milita nel ruolo di cornerback per gli Arizona Cardinals della National Football League (NFL).

## Carriera universitaria

### 2022

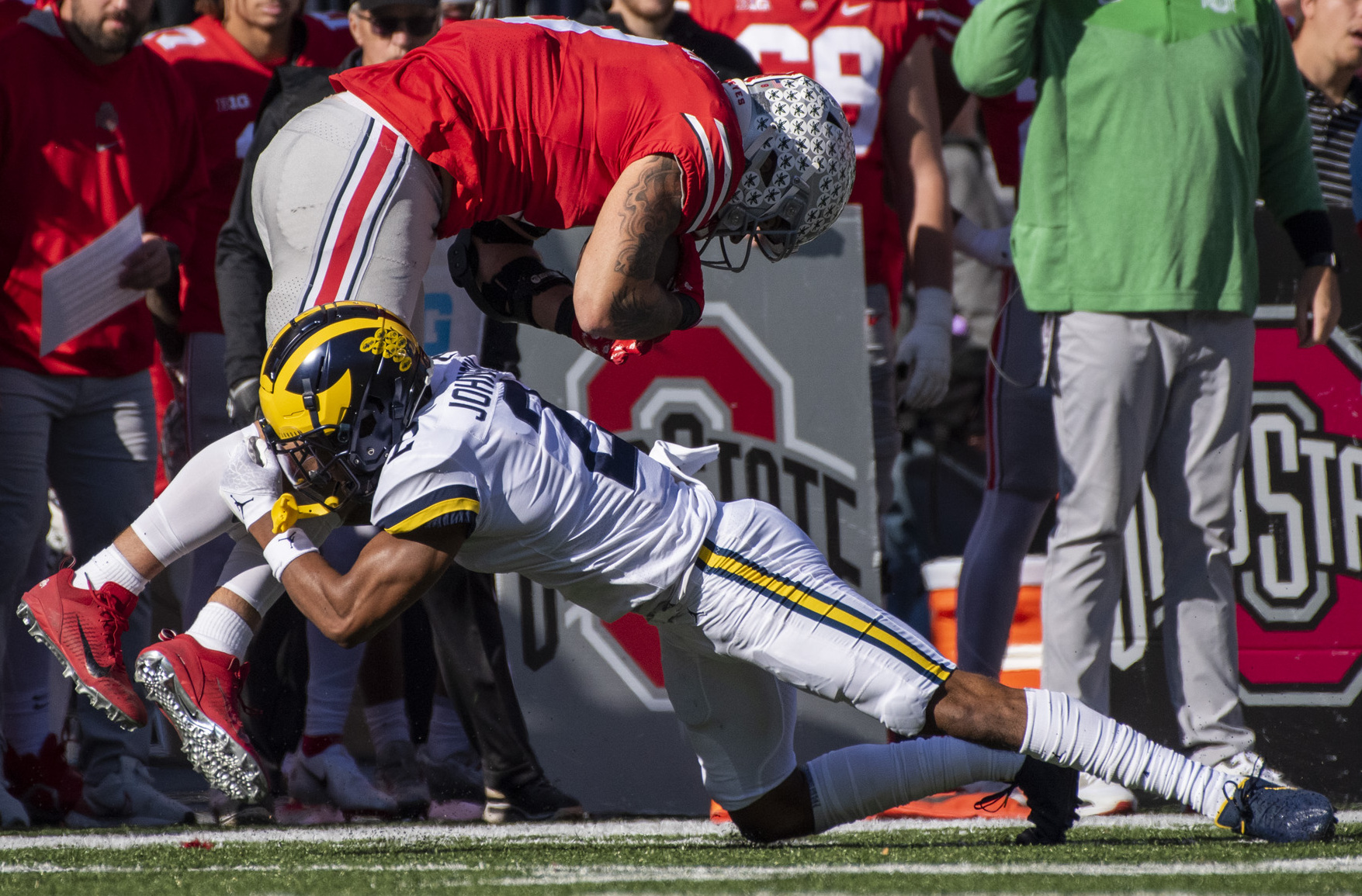
Un placcaggio di Johnson contro gli Ohio State Buckeyes nel 2022

Johnson si iscrisse all'Università del Michigan nel gennaio 2022, partecipando agli allenamenti invernali. Negli allenamenti primaverili lasciò una buona impressione, sembrando ben posizionato per un posto in campo nell'autunno successivo. Johnson infatti si impose come titolare già nella sua prima stagione, disputando tutte le 14 partite, con 27 tackle e 3 intercetti. Il primo intercetto fu nella gara contro Rutgers mentre ne fece registrare due nella finale della Big Ten Conference contro Purdue.

### 2023
Nel 2023 Johnson disputò 12 partite come titolare per I Wolverines, saltandone tre per infortunio. In tutta la stagione concesse solo 17 ricezioni in 321 snap in copertura sui passaggi, non concedendo alcun touchdown agli avversari marcati. Complessivamente fece registrare 27 tackle e 4 intercetti.
Johnson segnò il suo primo touchdown su un ritorno di intercetto contro Minnesota. Nella vittoria contro Ohio State mise a segno un intercetto mentre era in copertura su Marvin Harrison Jr. Il suo intercetto più importante fu però sul quarterback di Washington Michael Penix Jr. nella prima giocata del secondo tempo della finale dei College Football Playoff. Tale giocata sigillò il titolo nazionale per Michigan e Johnson fu premiato come miglior difensore della partita.

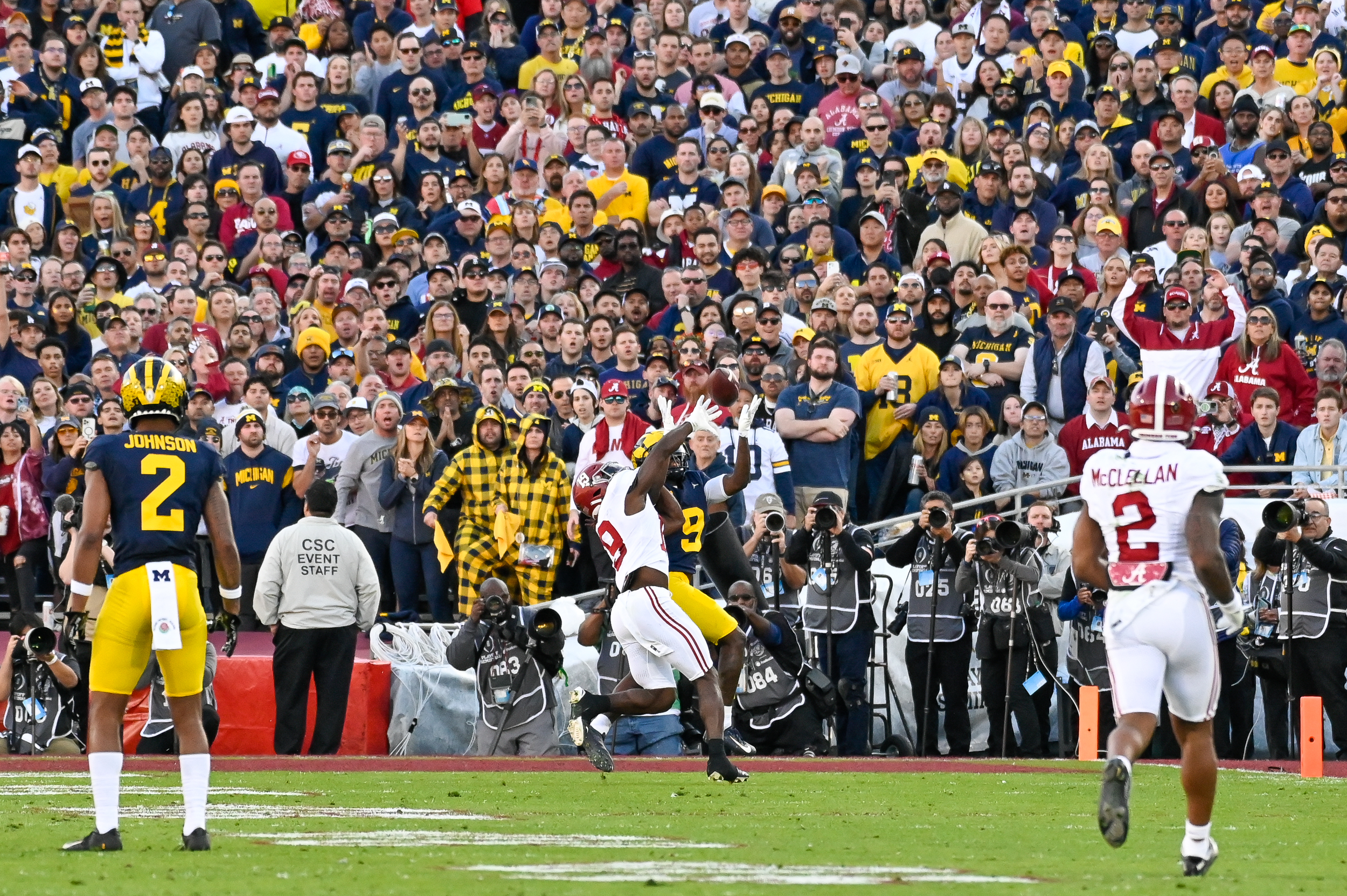
Johnson (sinistra) nel Rose Bowl 2024 contro gli Alabama Crimson Tide

A fine stagione, Johnson fu inserito nella formazione ideale della Big Ten e premiato come All-American da Sports Illustrated. USA Today invece lo inserì nella seconda formazione All-American.

### 2024
Prima dell'inizio della sua terza stagione, Johnson era visto come il miglior cornerback del college football dai media. Era inoltre considerato una delle prime scelte del Draft NFL 2025. Nella prima partita della stagione contro Fresno State mise a segno 3 placcaggi e un intercetto ritornato per 86 yard in touchdown nella vittoria. Nella settimana 4 contro USC Trojans ritornò un altro intercetto per 42 yard in touchdown. Divenne così il primo giocatore della storia dei Wolverines a ritornare tre intercetti in touchdown in carriera.
Dopo la gara contro USC, Johnson saltò la successiva contro Minnesota per una contusione alla spalla. Fece ritorno la settimana seguente contro Washington ma fu costretto a lasciare la partita nel secondo tempo nella sconfitta contro gli Huskies. A causa di un problema a un piede saltò tutto il resto della stagione. A fine anno fu comunque inserito nella seconda formazione All-American.
L'11 dicembre Johnson annunciò l'intenzione di passare ai professionisti, saltando il ReliaQuest Bowl e la sua ultima stagione.

## Carriera professionistica

### Arizona Cardinals
Johnson fu scelto nel corso del secondo giro (47º assoluto) del Draft NFL 2025 dagli Arizona Cardinals. Un tempo pronosticato come una delle prime dieci scelte assolute, gli infortuni subiti nell'ultima stagione al college gli fecero perdere posizioni.